# Wim Omloop
Wim Omloop (Herentals, 5 oktober 1971) is een Belgische voormalig wielrenner tussen 1993 en 2001. Zijn vader Henri en zijn neef Geert Omloop waren ook wielrenner.

## Carrière
Hij won in 1991 in Enghien bij de amateurs de sprint voor de Nederlander Gino Jansen. Ongeveer een jaar later werd hij in Merchtem Belgisch kampioen bij de amateurs voor Carl Roes en Bart Heirweg. In de zomer nam hij samen met Erwin Thijs en Michel Vanhaecke deel aan de Olympische Zomerspelen in Barcelona, allen gaven ze onderweg op. Omloop tekende in oktober 1992 zijn eerste profcontract bij La William-Duvel voor het seizoen 1993 onder Rudy Pevenage. Omloop behaalde zijn eerste profoverwinning in Hannuit in 1993 waar hij won voor de Nederlander Rober van der Vin en Peter De Frenne. Op 26 juli van dat jaar was hij de snelste in de Grote Prijs Raf Jonckheere in Westrozebeke voor Kurt Verleden en Peter Spaenhoven. In oktober was hij dan weer de snelste in de GP Zele waar hij won voor Michel Notebaert en Jan Bogaert. In oktober tekende hij voor 1994 een contract bij de Lotto-Caloi-ploeg onder ploegleider Jean-Luc Vandenbroucke. Hij sloot zijn eerste profjaar af met een zege in de Nationale Sluitingsprijs, waar hij wegsprong uit het peloton en solo aankwam met 20 seconden voorsprong op Peter Spaenhoven die de sprint om de tweede plaats won.
In juni 1994 in Strombeek werd hij derde achter Bart Leysen die won met 5 seconder voorsprong op de Nederlander Raymond Meijs die Omloop versloeg in de sprint. Er volgden nog overwinningen in Gullegem Koerse, Wingene en Zwevegem. Aan het eind van het seizoen tekende hij voor het volgende jaar een contract bij Collstrop-ploeg onder Willy Teirlinck.

## Overwinningen
1991
- Enghien (amateurs)

1992
- Belgisch kampioenschap wielrennen voor amateurs
- Hasselt-Spa-Hasselt (amateurs)
- Ronde van Vlaanderen (amateurs)

1993
- Hannuit (Hannut)
- Londerzeel
- Nationale Sluitingsprijs
- Anderlecht
- Willebroek[13]
- GP Raf Jonckheere
- GP Zele

1994
- Gullegem Koerse
- Wingene
- Zwevegem

1995
- Melle
- GP Raf Jonckheere
- Strombeek-Bever

1996
- GP Briek Schotte
- Melle
- Hemiksem

1997
- Omloop van het Waasland - Kemzeke

1998
- GP Stad Sint-Niklaas
- GP Stad Vilvoorde
- Helchteren

1999
- Brussel - Ingooigem
- Flèche Hesbignonne Cras Avernas
- Geetbets
- GP Stad Vilvoorde
- Mechelen
- Melle
- Omloop der Kempen
- GP Dr. Eugeen Roggeman – Stekene
- Tour de la Haute-Sambre
- GP Raf Jonckheere

2000
- Lede
- 4e etappe Ronde van Nederland
- Helchteren
- Strombeek
- Omloop van de Bommelerwaard
- Omloop van het Meetjesland
- GP Raf Jonckheere

## Resultaten in voornaamste wedstrijden
| Jaar | Gent-Wevelgem | Parijs-Roubaix | E3 Harelbeke |
| ---- | ------------- | -------------- | ------------ |
| 1995 | 107e          | 43e            | 9e           |
| 1997 | 110e          |                |              |